# Caulanthus cooperi
Caulanthus cooperi är en korsblommig växtart som först beskrevs av Sereno Watson, och fick sitt nu gällande namn av Edwin Blake Payson. Caulanthus cooperi ingår i släktet Caulanthus och familjen korsblommiga växter. Inga underarter finns listade i Catalogue of Life.

## Bildgalleri

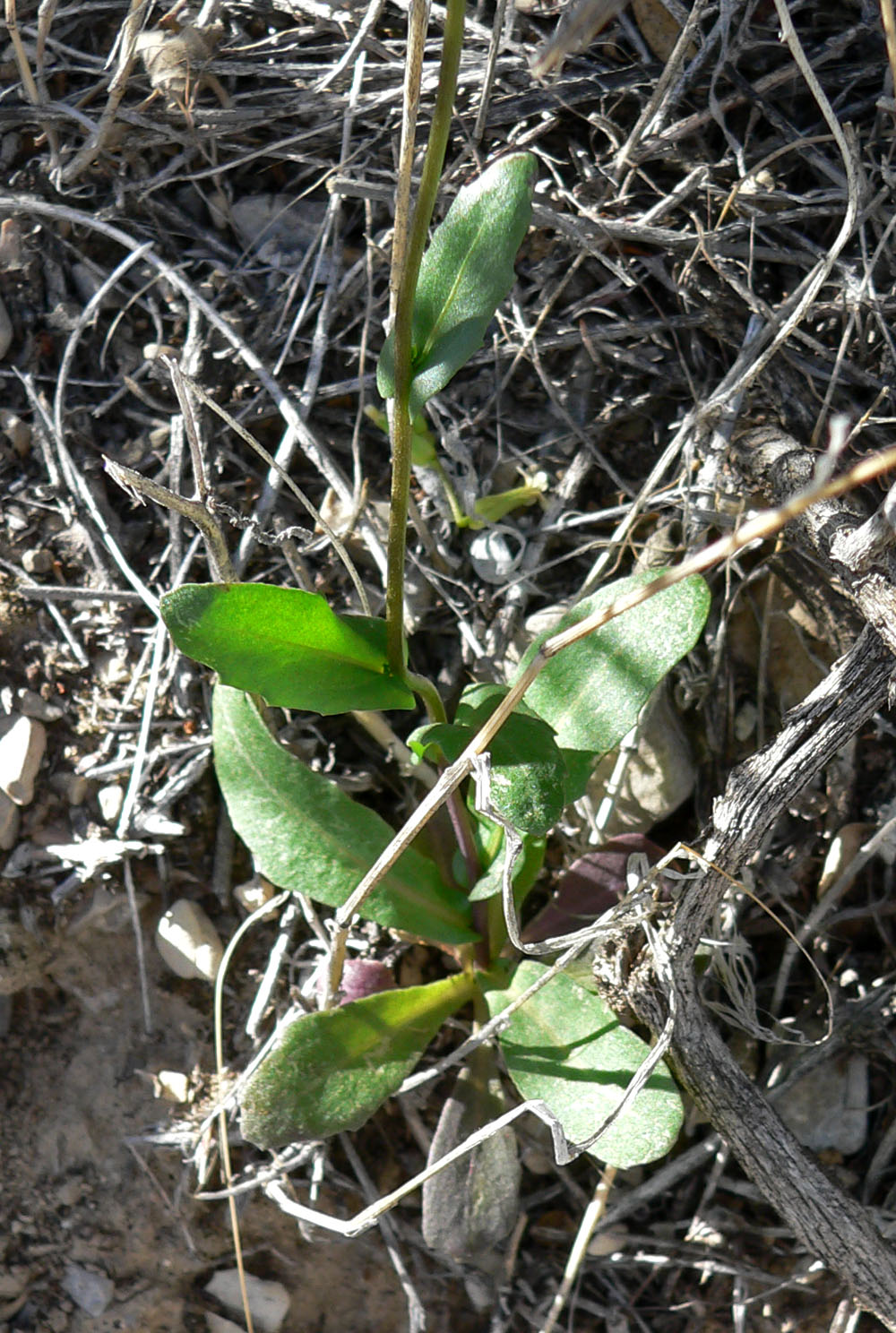
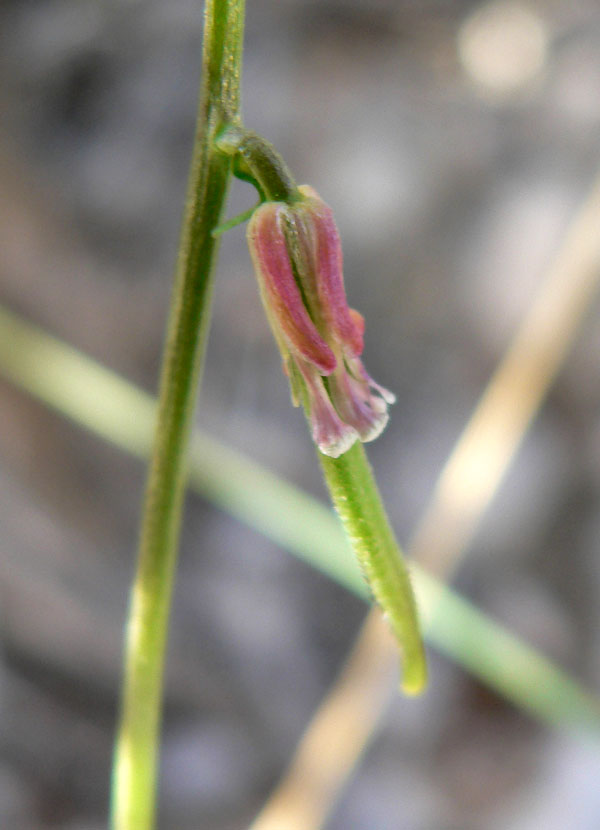
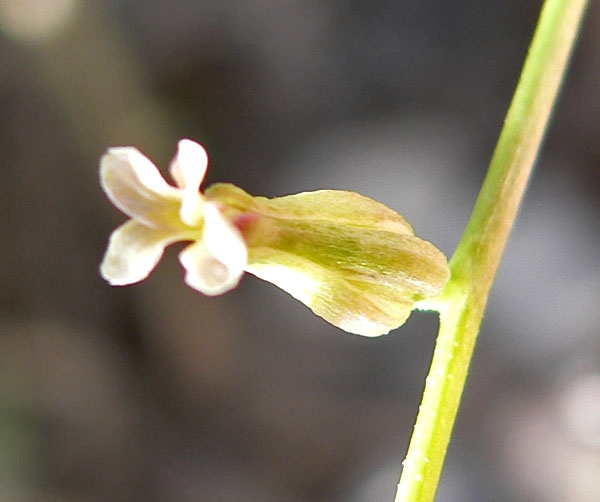
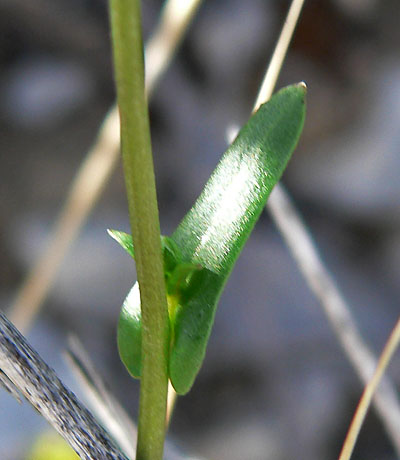
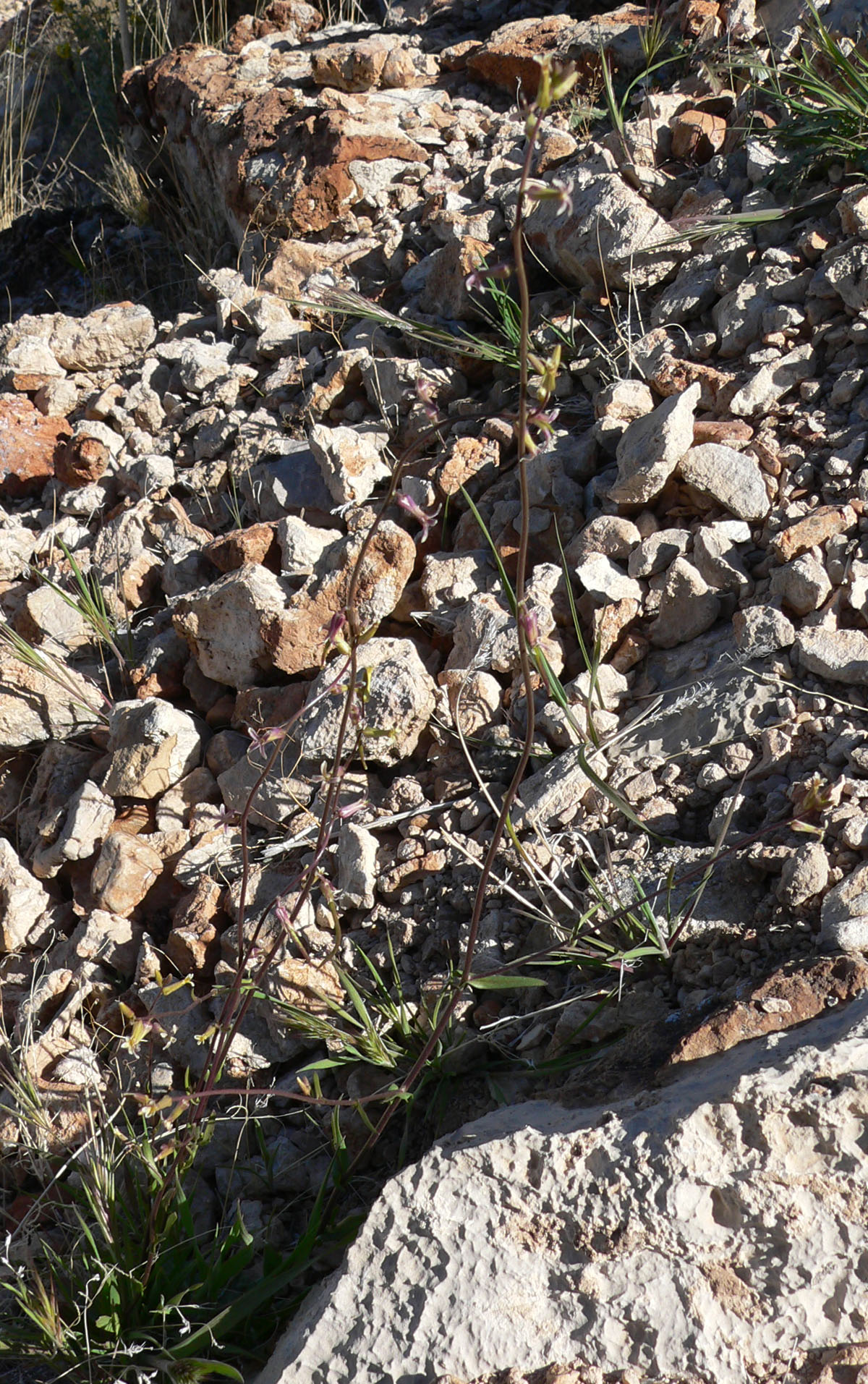
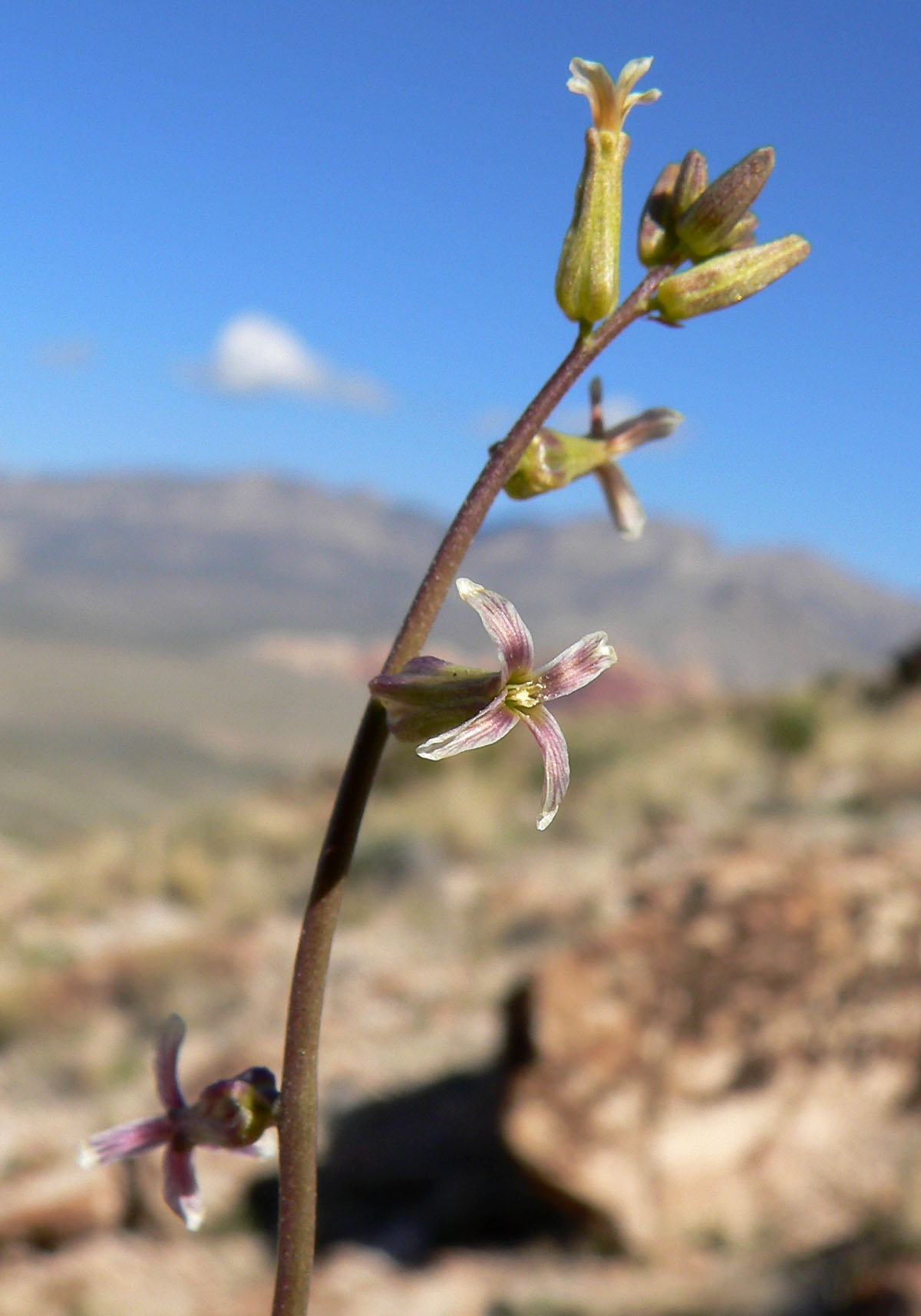